# コープ脱離
コープ脱離（コープだつり、Cope elimination）または コープ反応 (Cope reaction) とは、有機化学における脱離反応のひとつ。β位に水素を有する脂肪族アミン N-オキシドを熱分解させアルケンとヒドロキシルアミンに変える反応のこと。1949年にアーサー・コープらにより報告された。ホフマン脱離やシュガエフ脱離と同様、シン脱離で進む。
RCH2CH2N+(-O-)R'2 + heat → R-CH=CH2 + HO-NR'2
本反応は 5員環の遷移状態を経由し、その過程でβ位の水素が酸素上に転位する。
実施されるときは、アミンに mCPBA などを加えてオキシドとし、そのまま単離せずに加熱する手法がとられる。ホフマン脱離よりも必要な温度は低いとされる。

## 逆反応
1976年に H. O. House らはコープ脱離の逆反応、すなわちヒドロキシルアミンがアルケンがシン付加してアミン N-オキシドを与える反応を見出した。この反応はアルケンを分子内に持つヒドロキシルアミンを基質として複素環 N-オキシドを得る場合に有効である。